# Gustaf Armgarth
Olof Gustaf Armgarth (ur. 1 lutego 1879 w Lund, zm. 3 marca 1930 w Malmö) – szermierz, szpadzista reprezentujący Szwecję, uczestnik letnich igrzysk olimpijskich w Sztokholmie w 1912 roku.